# 王德进
王德进（1953年—），河北献县人，汉族，中华人民共和国政治人物、第十一届全国人民代表大会河北地区代表。
毕业于中央党校函授学院经济管理专业。加入中共，担任北京铁路局石家庄铁路办事处主任、党工委书记。2008年起担任全国人大代表。